# 천태초등학교 용강분교
천태초등학교 용강분교는 전라남도 화순군 도암면 추동길 11 (용강리)에 있었던 초등학교 분교이다.

## 연혁
- 1966.03.25 천태국민학교 용강분교장 인가
- 1969.04.11 도암중앙국민학교(5학급)로 개교(설립인가 3월 1일)
- 1970.07.22 천태국민학교 우치분교장 편입
- 1989.03.01 천태국민학교 봉하분교(분교장 격하)
- 1992.02.29 우치분교장 통합
- 1996.03.01 천태초등학교 용강분교로 개칭
- 2000.03.01 폐교(본교로 통폐합)